# تانکو دیاکوف
تانکو دیاکوف (بلغاری: Танко Дяков؛ زادهٔ ۱۸ اوت ۱۹۸۴) بازیکن فوتبال اهل بلغارستان است.
از باشگاه‌هایی که در آن بازی کرده است می‌توان به باشگاه فوتبال ژتیسو و باشگاه فوتبال لوکوموتیو صوفیه اشاره کرد.